# Karl Leopold Fabian

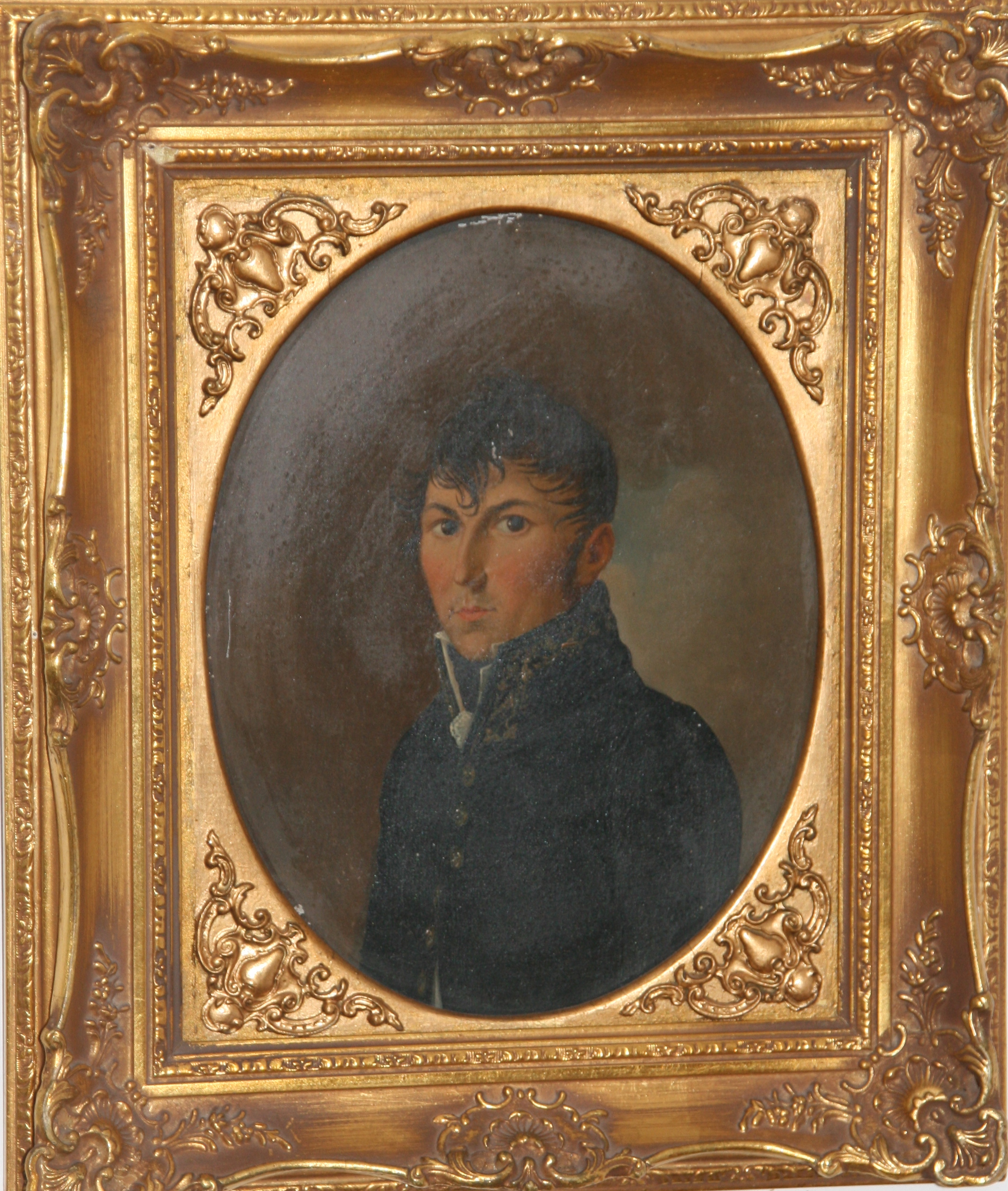
Karl Leopold Fabian

Karl Leopold Fabian (* 12. November 1782 in Schönebeck; † 14. März 1855 ebenda) war ein deutscher Geheimer Bergrat und Oberbergrat.

## Leben
Karl Leopold Fabian begann während der Franzosenzeit seine Ausbildung am 18. August 1801 als damals sogenannter Eleve beim Gradierwerk Schönebeck. Unter französischer Oberhoheit erhielt er am 17. Juli 1809 seine Ernennung zum Sous-Ingénieur des mines (Prokura berechtigter Bergbauingenieur). Im Anschluss war er als Siedeinspektor in Rodenberg im Weserbergland tätig. 1812 wurde er als Vérificateur (Berginspektor) zum Magdeburg-Halberstädtischen Oberbergamt in Rothenburg an der Saale versetzt.
Nach dem Abzug der französischen Truppen aus Preußen erfolgte im Jahr 1815 seine Berufung zum Direktor des Salzamtes zu Schönebeck. Daneben war er ab 1818 als Salineninspektor für alle Salinen im Geltungsbereich des Magdeburg-Halberstädtischen Oberbergamts tätig. Unter seiner Führung entwickelte sich ferner die Saline in Salzelmen zum größten und bedeutendsten Salzbergwerk in Preußen. 1822 wurde Fabian Oberbergrat und erhielt seine Auszeichnung als Bergrat sowie 1837 den Roten Adlerorden. 
In der Magdeburger Börde, besonders in der Umgebung von Biere und Eggersdorf, trieb er für die Brennstoffverwendung in Salinen maßgeblich den Aufschluss von gewerblichen Braunkohlegruben voran. Gegen Ende der 1840er Jahre erfand Fabian das nach ihm benannte Freifallstück (Fabiansches Freifallstück) für Tiefenbohrungen. König Wilhelm I. verlieh ihm im Jahr 1851 den Titel Geheimer Bergrat, nachdem er zuvor zum „Wirklichen Mitgliede des Königlichen Oberbergamtes“ ernannt worden war.
Karl Leopold Fabian gilt als Stammvater der Familie Fabian, der in der Folgezeit bedeutende preußische Bergbeamte angehörten. Dazu zählten unter anderem sein Sohn Konstantin Fabian (* 1803, † 1864), Königlich Preußischer Salzamts-Assessor bei der Saline zu Halle, und sein Neffe Otto Fabian (* 1856, † 1938), langjähriger Ehrenpräsident der Industrie- und Handelskammer zu Halle und Gründer des ersten Mitteldeutschen Braunkohlen-Syndikats.

## Auszeichnungen und Titel
- Bergrat (1837)
- Geheimer Bergrat (1851)
- Roter Adlerorden (4. Klasse)[2]